# Шагин, Антон Александрович
Анто́н Алекса́ндрович Ша́гин (при рождении — Горшко́в; род. 2 апреля 1984, Кимры, Калининская область, СССР) — российский актёр театра, кино, телевидения и дубляжа, поэт. Лауреат премий Правительства Российской Федерации (2012) и Президента Российской Федерации (2017). Лауреат премии «Хрустальная Турандот» (2025). 

## Биография
Антон Горшков (Шагин) родился 2 апреля 1984 года в городе Кимры Тверской области. Детство прошло в городе Карачеве (Брянская область), куда его в восьмимесячном возрасте перевёз дед, Юрий Константинович Горшков. Учился в школе имени С. М. Кирова. До школы Антон носил фамилию Горшков (Шагин — фамилия отчима). Когда Антону было 14 лет, его мать при неизвестных обстоятельствах была убита в Москве. После девятого класса средней школы пошёл учиться в ПТУ на слесаря-инструментальщика. Участвовал в художественной самодеятельности. Проработав один год после окончания ПТУ, поехал в Москву поступать в Школу-студию МХАТ.
В 2002 году поступил, а в 2006 году окончил актёрский факультет Школы-студии МХАТ (руководители курса — Игорь Яковлевич Золотовицкий и Сергей Иванович Земцов).
С 2006 года по 2009 год — актёр Российского академического молодёжного театра (РАМТа) в Москве.
С 2009 года по настоящее время служит в труппе Московского государственного театра «Ленком».
Пишет стихи, является автором сборников «Её. Стихи» (2014) и «Антоновки» (2019). Выступает с сольными поэтическими программами.
В 2021 году участвовал в проекте телеканала «Россия-1» «Танцы со звёздами». Занял пятое место.

## Общественная позиция
Весь пласт литературный, кинематографический, театральный занят либеральной общественностью. Это их кормушка с 90-х годов. Я всё жду, когда начнётся спецоперация в культуре, когда откровенные враги нашей родины начнут уходить с должностей.
В 2022 году поддержал вторжение России на Украину, мотивировав поддержку нападения основными нарративами российской антиукраинской пропаганды, назвал Максима Галкина, Чулпан Хаматову и Ивана Урганта «иудовым племенем».
23 сентября 2022 года выступил на концерте «Своих не бросаем», организованном ОНФ и посвящённом референдумам о присоединении к России оккупированных территорий Украины.
19 октября 2022 года из-за нападения России на Украину внесён в санкционный список Украины лиц, «которые публично призывают к агрессивной войне, оправдывают и признают законной вооружённую агрессию РФ против Украины, временную оккупацию территории Украины».

## Личная жизнь
Антон Шагин женат на актрисе Веронике Исаевой. Дети: сын Матвей (род. 2007), дочь Полина (род. 2014).

## Творчество

### Роли в театре

#### «Ленком Марка Захарова»
- 2009 — «Вишнёвый сад» Антона Чехова; режиссёр Марк Захаров — Ермолай Алексеевич Лопахин, купец
- 2011 — «Пер Гюнт» Генрика Ибсена; режиссёр Марк Захаров — Пер Гюнт
- 2012 — «Испанские безумства», фантазия по мотивам Лопе де Веги в переводе Т. Щепкиной-Куперник; режиссёр-постановщик Игорь Коняев — Альдемаро
- 2016 — «День опричника» Владимира Сорокина; режиссёр Марк Захаров — Федька, адъютант коренного опричника Комяги
- 2019 — «Капкан», вольная сценическая фантазия по мотивам сочинений Владимира Сорокина, сценарных разработок Марка Захарова и документальных источников; постановка Марка Захарова и Александры Захаровой, режиссёр Игорь Фокин — Парасевич, вор-рецидивист
- «Безумный день, или Женитьба Фигаро» Пьера Бомарше; режиссёр Марк Захаров —

#### РАМТ(Москва)
- 2006—2009 — «Красное и чёрное» по одноимённому роману Стендаля; режиссёр Юрий Ерёмин — Мале, художник
- 2006—2009 — «Берег утопии» по одноимённой пьесе Тома Стоппарда; режиссёр Алексей Бородин — Слепцов
- 2006—2009 — «Приключения Тома Сойера» по пьесе Тимоти Мейсона по мотивам одноимённой повести Марка Твена; режиссёр Крэнни Джон — Том Сойер (ввод)
- 2006—2009 — «Лоренцаччо» по одноимённой пьесе Альфреда де Мюссе; режиссёр Алексей Бородин — Тебальдео (ввод)

#### Другие театры
- 2006 — «С любимыми не расставайтесь» Александра Володина, дипломный спектакль; режиссёр Виктор Рыжаков — Митя (Московский Художественный театр имени А. П. Чехова)
- «Укрощение строптивой». Режиссёр: Игорь Яцко — Петруччио / Кристофер Слай (Академия кинематографических и театральных искусств Никиты Михалкова)
- «Валентинов день». Режиссёр: Виктор Рыжаков — Валентин (Театральный центр «На Страстном», Москва)
- «Июль». Режиссёр: Виктор Рыжаков — трое сыновей маньяка (Театр «Практика», Москва)
- «Любовь по системе Станиславского». Режиссёр: Михайл Козаков — Алексей, младший сын (ТЦ «Инновация»)
- «Литургия ZERO» Режиссёр: Валерий Фокин — Алексей Иванович (Александринский театр, Санкт-Петербург)

### Фильмография

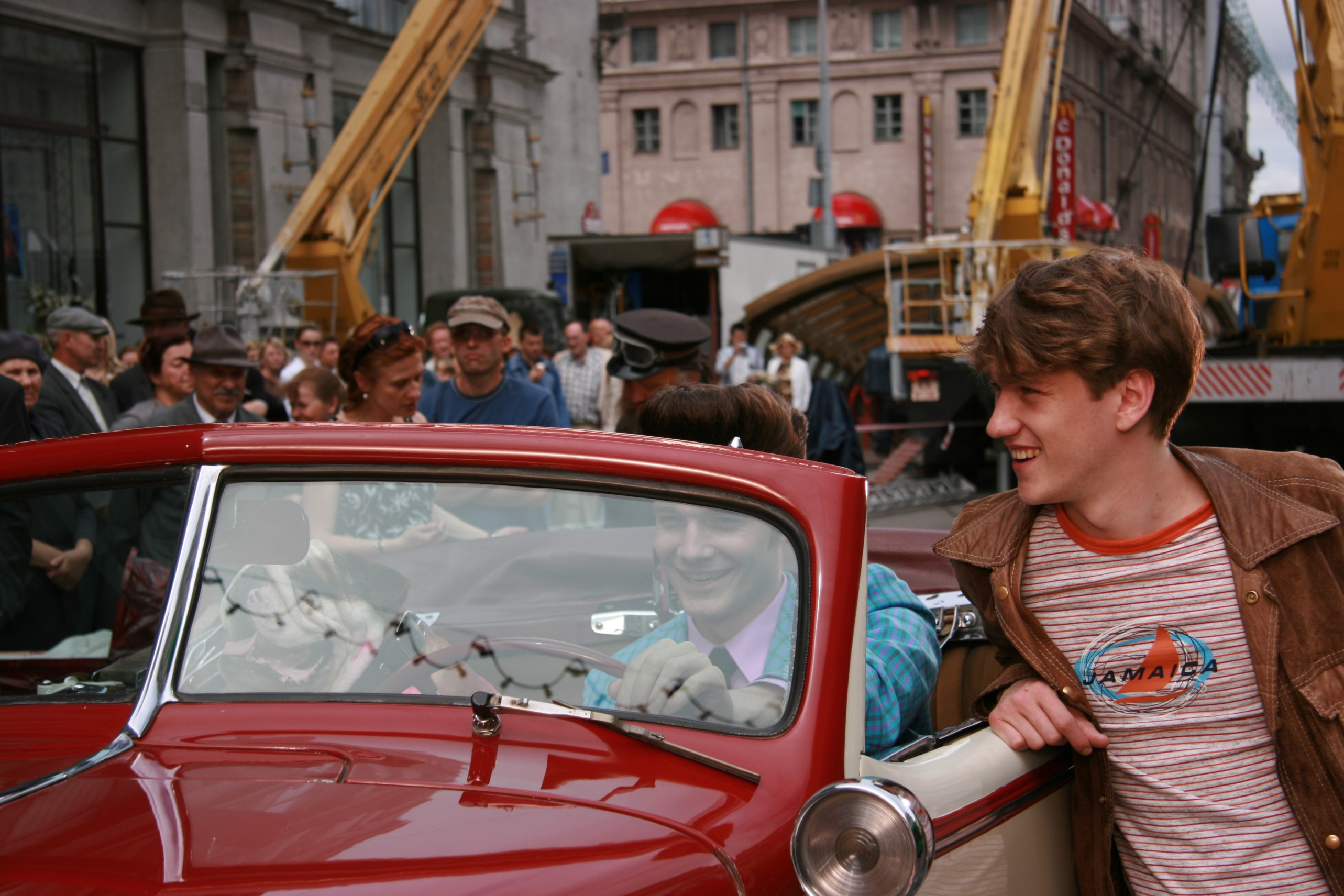
Антон Шагин и Максим Матвеев с бульдогом Филей на съёмках фильма «Стиляги». Минск, проспект Независимости, 22 июня 2007 года

- 2007 — Тиски — Крот, друг диджея Дениса Орлова
- 2008 — Стиляги — Мэлс Бирюков, комсомолец, ставший стилягой Мэлом (главная роль)
- 2009 — Московский фейерверк — Семён
- 2010 — На ощупь — Глеб
- 2010 — Прячься! — Слава, следователь
- 2011 — Поцелуй сквозь стену — Кеша (Иннокентий) Галюзов (главная роль)
- 2011 — В субботу — Валерий Кабыш, комсомольский работник
- 2011 — Бездельники — Сергей Соловьёв («Соловей»)
- 2011 — Без мужчин — милиционер
- 2014 — Бесы — Пётр Степанович Верховенский, сын Степана Трофимовича
- 2014 — Куприн. Яма — Пётр Аркадьевич Лихонин, старый студент
- 2015 — Анка с Молдаванки — Аркадий Сотников, главарь банды
- 2015 — Охрана — Виталий
- 2016 — Молот — Евгений, бандит по прозвищу «Акула»
- 2016 — Пятница — Виталий Белов
- 2017 — Хождение по мукам — Алексей Алексеевич Бессонов (прототип — Александр Блок)
- 2017 — Мир вашему дому! — Перчик
- 2018 — Довлатов — Антон Кузнецов, поэт, метростроевец
- 2019 — Союз спасения — Кондратий Фёдорович Рылеев, подпоручик в отставке, поэт
- 2019 — Подкидыш — Мишка Подкидыш (Михаил Родионов), жулик из Новгорода (главная роль)
- 2020 — Северный ветер — Бенедикт[13]
- 2020 — Комета Галлея — Игнат Евгеньевич Галлей, физик-астроном, сотрудник астрофизической обсерватории РАН в Архызе, жених Таисии Артемьевой[14]
- 2021 — Конёк-Горбунок — Иван-дурак
- 2022 — Петрополис — Владимир Огнев
- 2022 — Союз Спасения. Время гнева — Кондратий Фёдорович Рылеев, подпоручик в отставке, поэт
- 2023 — Воздух — Владимир
- 2024 — Позывной «Пассажир» — Николай Рябинин, «Пассажир»

#### Дубляж
- 2009 — Одинокий мужчина — Кенни Поттер (роль Николаса Холта)

### Участие в музыкальных видеоклипах
- 2009 — Зара — клип на песню «Для неё»
- 2017 — Игорь Растеряев — клип на песню «Месяц»
- 2023 — Бахыт-Компот — клип на песню «Лорелея»

### Авторские сборники стихов
- Антон Шагин. «Её. Стихи». — М.: «У Никитских ворот», 2014. — 122 с. — (Внесерийное издание). — ISBN 978-5-91366-793-9.
- Антон Шагин. «Антоновки». — М.: «У Никитинских ворот», 2019. — 101 с. — ISBN 978-5-00095-751-6.
- Антон Шагин. «Вопреки». — М.: «СТиХИ» («Сибирский тракт и хорошие индивидуальности»), 2022. — 60 с. — ISBN 978-5-6048538-7-0.
- Антон Шагин. «Шагомер». — М.: «АСТ», 2024. — 192 с. — ISBN 978-5-17-164302-7.

## Признание заслуг

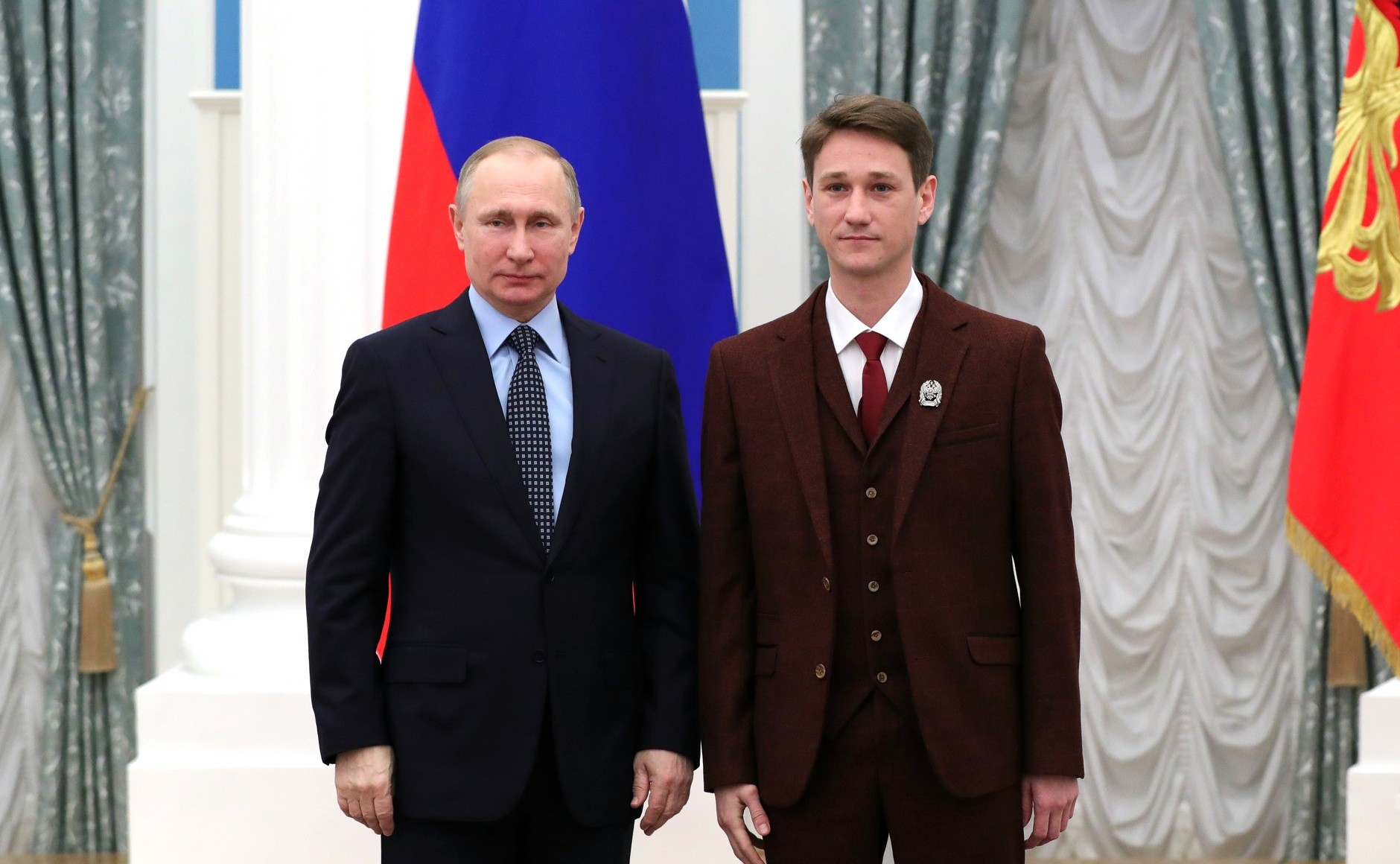
Вручение Премии Президента РФ для молодых деятелей культуры 2016 года. Москва, Кремль, 24 марта 2017 года

### Государственные награды
- 2012 — лауреат премии Правительства Российской Федерации в области культуры за 2011 год — за роль Пера Гюнта в спектакле «Пер Гюнт» в постановке Марка Захарова в Московском государственном театре «Ленком»[1].
- 2017 — лауреат премии Президента Российской Федерации для молодых деятелей культуры 2016 года — за исполнение ролей классического и современного репертуара в театре и кино[2].
- 2024 — Медаль ордена «За заслуги перед Отечеством» II степени — за заслуги в развитии отечественной культуры и искусства, многолетнюю плодотворную творческую деятельность[15].

### Общественные награды
- 2006 — лауреат театральной премии «Золотой лист» (для выпускников государственных театральных и кинематографических вузов Москвы) в номинации «Лучшая мужская роль» — за роль Мити в дипломном спектакле «С любимыми не расставайтесь» режиссёра Виктора Рыжакова в Школе-студии МХАТ.
- 2011 — специальный приз «Хрустальная роза» театральной премии «Хрустальная Турандот» — за роль Пера Гюнта в спектакле «Пер Гюнт» в постановке Марка Захарова в Московском государственном театре «Ленком».
- 2011 — приз в номинации «Лучший актёр» на Международном фестивале арт-хаусного кино в Батуми (Грузия) — за роль в художественном фильме «В субботу» (2011) режиссёра Александра Миндадзе[16].
- 2013 — приз в номинации «Лучшая актёрская игра» на Фестивале российского кино в Тунисе — за роль в художественном фильме «Бездельники» (2011) режиссёра Андрея Зайцева[17].
- 2020 — лауреат Х Российской национальной актёрской премии «Фигаро»[18].
- 2025 — лауреат театральной премии «Хрустальная Турандот» в номинации «Лучшая мужская роль» за роль Гамлета в одноименном спектакле («Ленком Марка Захарова»)[19].